# Maurizio Cornalba
Pour les articles homonymes, voir Cornalba (homonymie).
Maurizio Cornalba (né le 17 janvier 1947) est un mathématicien italien, spécialisé en géométrie algébrique.

## Formation et carrière
Cornalba termine ses études de premier cycle à l'université de Pise en 1969 et ses études supérieures à l'École normale supérieure de Pise en 1970. Il est post-doctorant à l'université de Princeton de 1970 à 1971 et professeur assistant à l'université de Pise de 1971 à 1976 ; il est en congé pour l'année universitaire 1971-1972 à l'université de Princeton, pour l'année universitaire 1974-1975 à l'université Harvard et pour l'année universitaire 1975-1976 à l'université de Californie à Berkeley. À l'université de Pavie, il est professeur titulaire de 1976 à 2017, date à laquelle il prend sa retraite en tant que professeur émérite.
Il est en 1993/94, 2005 et 2007 à l'Institute for Advanced Study, en 1995 à l'Institut Henri-Poincaré, en 1998 à l'université d'Amsterdam, et en 1984/85 à l'université Brown .

## Travaux
Les recherches de Cornalba portent sur la géométrie des courbes algébriques et la géométrie et la topologie des espaces de modules.
Il est l'un des co-auteurs de Opere matematiche: memorie e note de Guido Castelnuovo, publié en 4 volumes par l'Académie des Lyncéens de 2002 à 2007, et de Selected works de Phillip Griffiths, publié en 4 volumes par l'American Mathematical Society en 2003.

## Prix et distinctions
En 1975, il reçoit le prix Bartolozzi puis en 2002 le prix mathématique de l'Académie italienne des sciences. Il est membre de l'Académie des Lyncéens (élu en 1990 membre correspondant et en 2005 membre à part entière), de l'Académie des sciences et des lettres de l'institut lombard (élu en 2000) et de l'Académie des sciences de Turin (élu en 2011).
En 1998, il est conférencier invité avec l'exposé Cohomology of Moduli Spaces of Stable Curves au Congrès international des mathématiciens à Berlin.

## Publications (sélection)
- avec Enrico Arbarello, Phillip Griffiths, Joe Harris Geometry of algebraic curves, Grundlehren der mathematischen Wissenschaften, Springer, 2 vol., 1985, 2011 ; Vol. 1, 2013 pbk réimpression  (ISBN 978-0-387-90997-4) ; Vol. 2, édition pbk 2011.
- avec E. Arbarello, P. Griffiths, Joe Harris, Special divisors on algebric curves, réimprimé dans Selected Works of Phillip Griffiths, vol. 2, Société mathématique américaine 2003, p. 649–778 (Notes de cours, Conférence régionale de géométrie algébrique, Athènes, Géorgie, 1979)
- comme éditeur avec X. Gomez-Mont, A. Verjovsky Lectures on Riemann Surfaces (ICTP, Triest 1987), World Scientific 1989
- comme éditeur avec Fabrizio Catanese, Ciro Ciliberto Problems in the theory of surfaces and their classification, Symposia Mathematica 32, Academic Press, Londres, 1991.
- Selected Works of Phillip A. Griffiths with Commentary, vol. 4 vols., American Mathematical Soc., 2003 : 
  - Phillip Griffiths et Maurizio Cornalba, Vol. 1, 2003 (ISBN 0-8218-2086-9, lire en ligne)
  - Phillip Griffiths et Maurizio Cornalba, Vol. 2, 2003, 782 p. (ISBN 0-8218-2087-7, lire en ligne)
  - Phillip Griffiths et Maurizio Cornalba, Vol. 3, 2003 (ISBN 0-8218-2088-5, lire en ligne)
  - Phillip Griffiths et Maurizio Cornalba, Vol. 4, 2003, 598 p. (ISBN 0-8218-2089-3, lire en ligne)
- Guido Castelnuovo, Travaux mathématiques. Souvenirs et Notes, édité par Edoardo Vesentini, Enrico Arbarello, Umberto Bottazzini, Maurizio Cornalba, et Paola Gario, vol. (2002), vol. II (2003), vol. III (2004), vol. IV (2007), Publications éditées par l'Accademia Nazionale dei Lincei, Rome, de 2002 à 2007.